# (437826) 2015 DQ216
(437826) 2015 DQ216 es un asteroide perteneciente al cinturón de asteroides, descubierto el 21 de abril de 2004 por el equipo Spacewatch desde el Observatorio Nacional de Kitt Peak (Arizona, Estados Unidos).